# Солоне (Мелітопольський район)
Соло́не (з 1841 по 1960 — Атманівка) — село в Україні, у Кирилівській селищній громаді Мелітопольського району Запорізької області. Населення становить 295 осіб. До 2017 року орган місцевого самоврядування — Атманайська сільська рада.

## Географія
Село Солоне розташоване на лівому березі річки Атманай, на протилежному березі — село Нове.

## Історія
Село засноване 1841 року під первинною назвою Атманівка. У 1960 році Атманівка перейменована в село Солоне.
3 липня 2017 року, в ході децентралізації, Атманайська сільська рада об'єднана з Кирилівською селищною громадою.
17 липня 2020 року, в результаті адміністративно-територіальної реформи та ліквідації Якимівського району, село увійшло до складу Мелітопольського району.

## Населення
За даними перепису населення 2001 року, у селі мешкало 295 осіб.

## Мова
Мовний склад населення був таким:
| Мова       | Число осіб | Відсоток |
| ---------- | ---------- | -------- |
| українська | 118        | 40,00    |
| російська  | 175        | 59,32    |
| вірменська | 1          | 0,34     |
| молдовська | 1          | 0,34     |